# Formigueiro-de-hellmayr
Formigueiro-de-hellmayr (nome científico: Percnostola subcristata) é uma espécie de ave pertencente à família dos tamnofilídeos, endêmica do Brasil.
Alguns autores consideram esta espécie uma subespécie do formigueiro-de-cabeça-preta.
Seu nome popular em língua inglesa é "Hellmayr's Antbird".